# Eucalyptus macrocarpa
Eucalyptus macrocarpa ist eine Pflanzenart innerhalb der Familie der Myrtengewächse (Myrtaceae). Sie kommt im Südwesten und Westen von Western Australia vor und wird dort „Blue Bush“, „Desert Mallee“, „Small-leeaved Mottlecah“, „Mallee Rose“ oder „Rose of the West“ genannt.

## Beschreibung

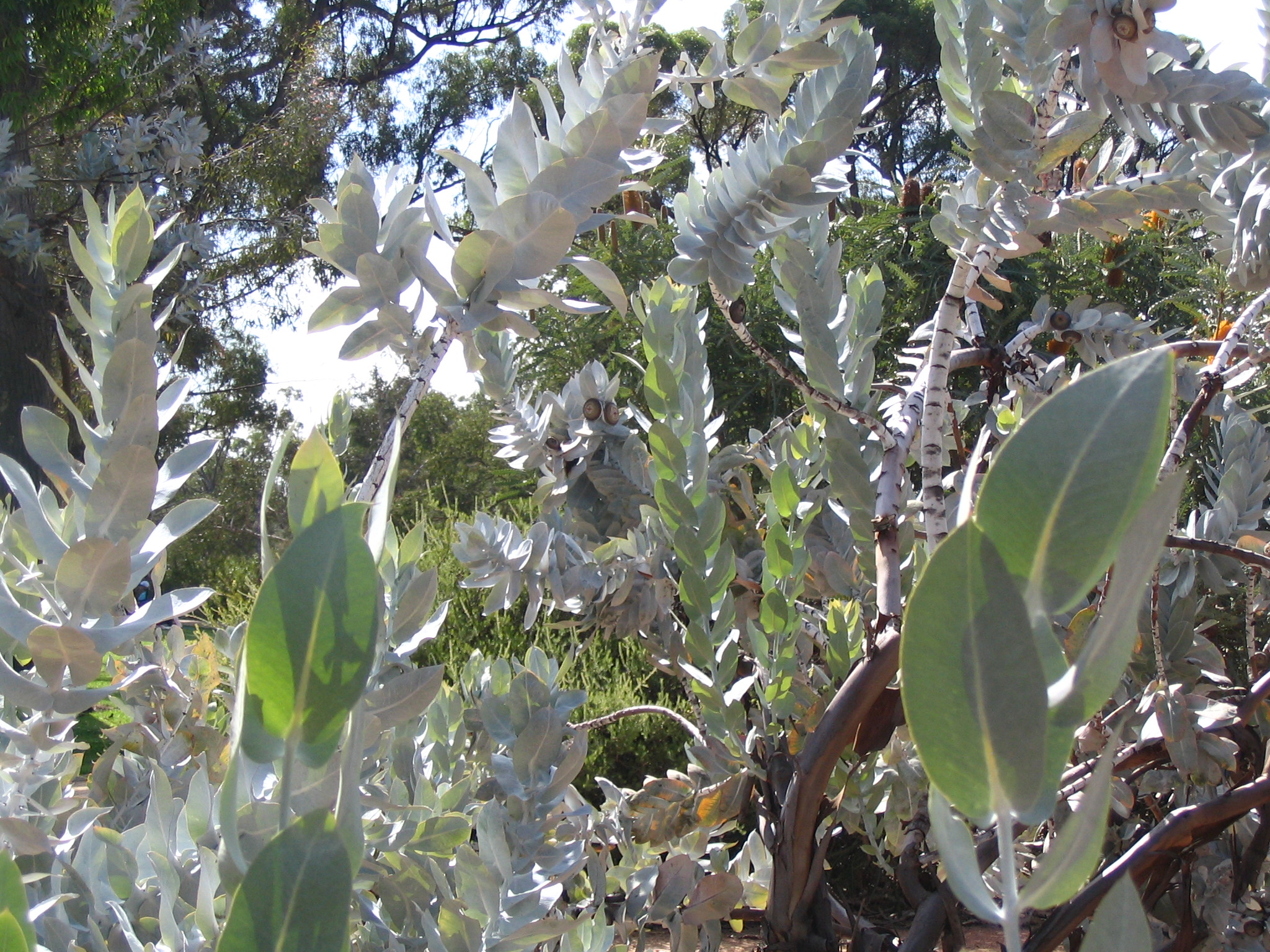
Stämmchen und Laubblätter

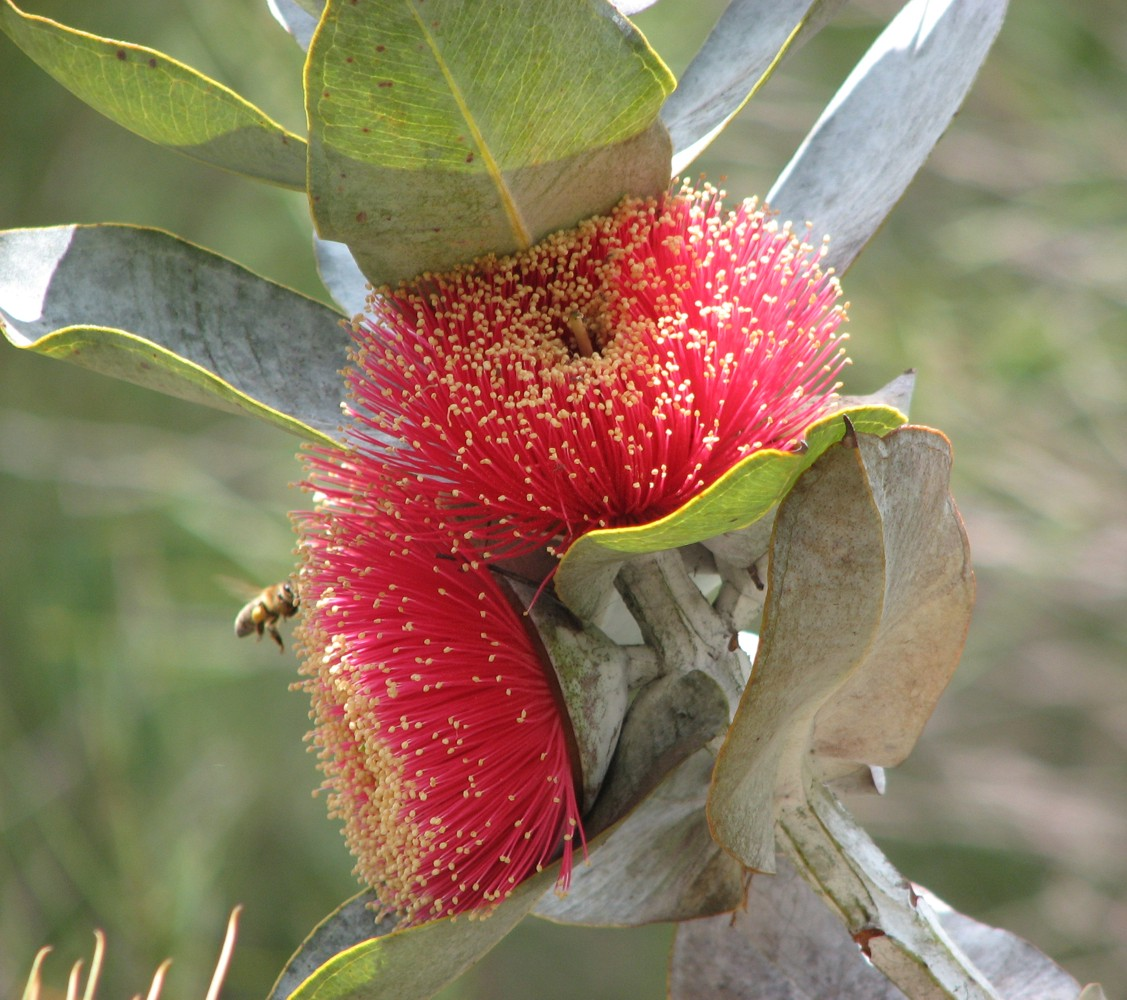
Blüten

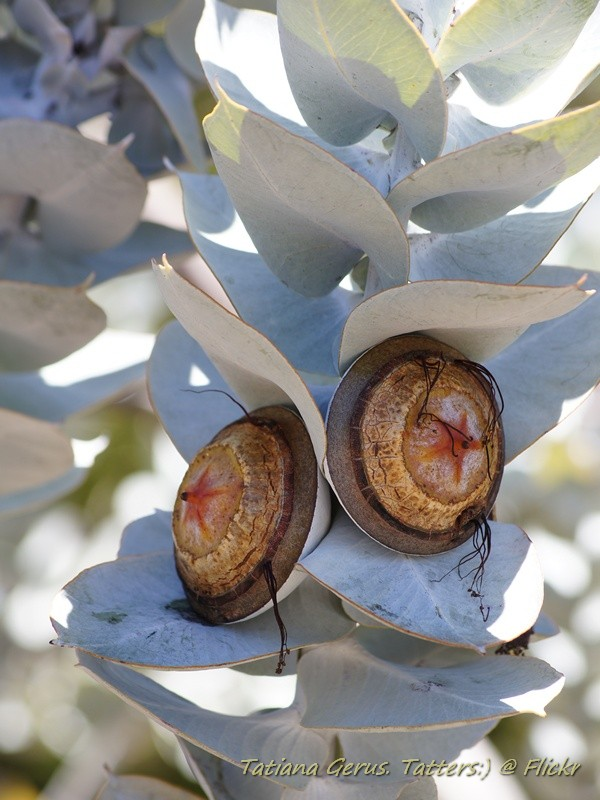
Laubblätter und Früchte

### Erscheinungsbild und Blatt
Eucalyptus macrocarpa wächst ausschließlich in der Wuchsform der Mallee-Eukalypten, dies ist eine Wuchsform, die mehr strauchförmig als baumförmig ist, es sind meist mehrere Stämme vorhanden, die einen Lignotuber ausbilden; es werden Wuchshöhen von 0,8 bis 5 Meter erreicht. Die Borke ist an der gesamten Pflanze glatt und pulvrig weiß, grau oder lachs- bis rosafarben. Öldrüsen gibt es weder im Mark der jungen Zweige noch in der Borke.
Bei Eucalyptus macrocarpa liegt Heterophyllie vor. Die Laubblätter sind stets in Blattstiel und Blattspreite gegliedert. An mittelalten Exemplaren ist die Blattspreite breit-lanzettlich bis eiförmig, gerade, ganzrandig und matt grau-grün. Die auf Ober- und Unterseite gleichfarbig blaugrün bemehlten oder bereiften Blattspreiten an erwachsenen Exemplaren sind gerade, breit-lanzettlich, elliptisch oder eiförmig, relativ dick, ganzrandig und sie können an der Spreitenbasis herzförmig oder gerundet sein oder sich zur Spreitenbasis hin verjüngen; ihr oberes Ende ist stumpf, gerundet oder ausgerandet. Die kaum sichtbaren Seitennerven gehen in einem stumpfen Winkel vom Mittelnerv ab. Die Keimblätter (Kotyledone) sind zweiteilig.

### Blütenstand, Blüte und Frucht
Seitenständig an einem im Querschnitt stielrunden Blütenstandsschaft stehen in einem einfachen Blütenstand nur eine große Blüte. Die Blütenknospe ist eiförmig und nicht blaugrün bemehlt oder bereift Die Kelchblätter bilden eine Calyptra, die früh abfällt. Die glatte Calyptra ist halbkugelig oder konisch, dreimal so lang wie der glatte Blütenbecher (Hypanthium) und ebenso breit wie dieser. Die Blüte ist cremeweiß rosafarben oder rot. Die Blütezeit in Western Australia reicht von August bis Dezember, Januar, April oder Juni.
Die Frucht ist halbkugelig oder spindelförmig, der Diskus ist angehoben und die Fruchtfächer stehen heraus.

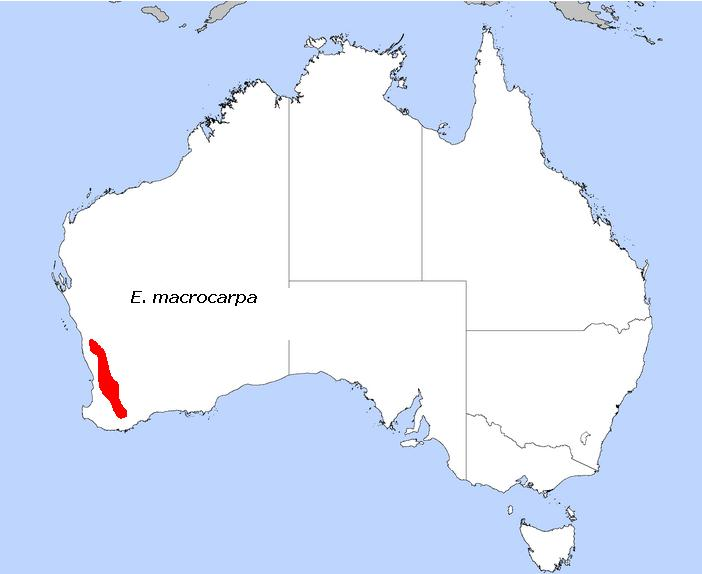
Natürliches Verbreitungsgebiet

## Vorkommen
Eucalyptus macrocarpa kommt im Südwesten und Westen von Western Australia vor. Eucalyptus macrocarpa tritt in den selbständigen Verwaltungsbezirken Bruce Rock, Coorow und Quairading in den Regionen Mid West und Wheatbelt auf.
Eucalyptus macrocarpa wächst auf grauen Sand- oder sandigen Lehmböden über Laterit an Hängen, auf Kämmen oder in Sandebenen.

## Systematik
Die Erstbeschreibung von Eucalyptus macrocarpa erfolgte 1842 durch William Jackson Hooker in Icones Plantarum, Volume 5, Tafeln 405, 406 und 407. Das Typusmaterial weist die Beschriftung „Guangan; Swan River Colony, Australia. Mr. J. Drummond“ auf. Das Artepitheton macrocarpa ist aus den altgriechischen Wörtern „macro“ für groß und „carpos“ für Frucht zusammengesetzt.
Es gibt zwei Unterarten von Eucalyptus macrocarpa Hook.:
- Eucalyptus macrocarpa subsp. elachantha Brooker & Hopper, Syn.: Eucalyptus macrocarpa subsp. elachantha Brooker & Hopper nom. inval.: kleinere Früchte (Durchmesser < 45 mm)[7]
- Eucalyptus macrocarpa Hook. subsp. macrocarpa: größere Früchte (Durchmesser > 47 mm)[7]

Es gibt natürliche Hybriden von Eucalyptus macrocarpa mit Eucalyptus drummondii und Eucalyptus pyriformis.

## Nutzung
Eucalyptus macrocarpa wird wegen ihrer großen, bunten Blüten und ihres strauchartigen Wuchses als Zierpflanze in Gärten verwendet. Sie benötigt einen trockenen Boden (keine Staunässe) und ein frostfreies Klima. Dann kann sie leicht aus Samen gezogen werden.